# バイナリキッド
バイナリキッドは、日本のパンク・ロックバンドである。2005年結成、2010年活動休止。
東京都を拠点として活動。『8ビットパンク』を自称し、ギター、ドラム等にファミコン風のチップチューンの打ち込みを加えた個性的なサウンドにセンチメンタルな楽曲、学生服スタイルのメンバーによる型破りなパフォーマンスでインディーズシーンに話題を呼ぶ。

## メンバー
- クドウヒロポ（ボーカル、ギター）
- ミシガン（ボーカル、ドラムス）
- ヘイコック（ドラムス）
- オリベ・U（ギター）
- ぐ（キーボード）

## 来歴
2005年、ヒロポとミシガンの2人ユニットとして結成。打ち込み、ギター、ドラムという形態で都内ライブハウス、秋葉原路上にて活動開始。
2006年6月、初のCD-R『The Binary Kidd!!!!!!!!!!』をリリース。高円寺のインディーズCDショップ”円盤”にて年間チャートにランクイン。2006年12月、DVD『ただし魔法は尻から出る』をリリース。
2007年、筋肉少女帯の全国ツアーを追っかけつつ、各地のライブ会場前でゲリラライブを敢行。12月、大槻ケンヂ原作、ケラリーノ・サンドロヴィッチ監督による映画『グミ・チョコレート・パイン』の劇中歌として楽曲「オーマイガー」が使用される。
2008年、ヘイコック、オリベ・U、ぐ の3人が加入、5人形態となる。
2008年4月4日、1stアルバム『母さん、なんでウチにはファミコンないの?』を発売。ジャケットは手塚治虫のパロディ画風で知られる漫画家・田中圭一による書き下ろし。ITmedia、Yahoo!ニュース、mixiニュースなどで取り上げられる。
2008年7月、コンピレーション・アルバム『東京ゲリラ』に参加。アルバムの1曲目「アニマルガール」を飾る。9月に行なわれた購入者招待イベント"LIVE INN 東京ゲリラ"では観客参加によるオリジナル曲『東京ゲリラの歌』の収録を行なった。
2008年12月、Boogie the マッハモータース、サエキけんぞう、ギュウゾウ（電撃ネットワーク）らと、出入禁止であった新宿ロフトにて共演。阿佐ヶ谷ロフトＡカウントダウン、高円寺・円盤年越しイベントに出演。
2009年5月、自主企画「ギャング・オブ・ニューニューウェーブ」開催、ロマンポルシェらと共演。石川浩司（元たま）からのコメントビデオが流れた。『DRIVE TO 2010』ではケラリーノ・サンドロヴィッチ・ミュージック・アワーに出演。
2010年1月、神聖かまってちゃんとタイマンライブを行う。
2010年5月、無期限活動休止。ヒロポ、ミシガン、ぐ の3人でドタマカチワルドを結成。

## ディスコグラフィ
スタジオ・アルバム
- 母さん、なんでウチにはファミコンないの？（2008年4月4日）

シングル
- 無敵スターe.p.

コンピレーション・アルバム（参加作品）
- 東京ゲリラ（2008年7月9日）

DVD
- ただし魔法は尻から出る
- まんだらけで会った人だろ（2009年11月29日）